# Euphorbia tescorum
Euphorbia tescorum es una especie de fanerógama perteneciente a la familia Euphorbiaceae. Es endémica de Kenia y Etiopía.

## Descripción
Es un arbusto suculento y robusto  que forma grandes grupos de 2-3 m de diámetro, con numerosas ramas extendidas hacia arriba desde la base, escasamente ramificado por encima de 1,5 (-2) m de alto, las ramas con (4 -) 5-6 (-8)  ángulos de 8.4 cm de espesor, ± constreñidas a intervalos de 10-30 cm.

## Hábitat
Se encuentra en el suelo de roca, a menudo sobre suelo de lava, con matorrales de Acacia y Commiphora; en llanuras de rocas de lava con barro húmedo y suave por debajo; a una altitud de 400-1500 m alt. A menudo son localmente abundantes.
Es muy parecida a Euphorbia heterochroma.

## Taxonomía
Euphorbia tescorum fue descrita por S.Carter y publicado en Records of the Albany Museum 4: 93. 1931.
Etimología
Euphorbia: nombre genérico que deriva del médico griego del rey Juba II de Mauritania (52 a 50 a. C. - 23), Euphorbus, en su honor – o en alusión a su gran vientre –  ya que usaba médicamente Euphorbia resinifera. En 1753 Carlos Linneo asignó el nombre a todo el género.
tescorum: epíteto